# Ívarr Ingimundarson
Pour les articles homonymes, voir Ivarr.
Ívarr Ingimundarson est un scalde islandais du XIIe siècle. D'après le Skáldatal, il fut l'un des poètes de cour des rois de Norvège Magnús berfættr, Sigurðr Jórsalafari, Eysteinn Magnússon et Sigurðr slembir. C'est de ce dernier, prétendant au trône de Norvège, que traite le Sigurðarbölkr, dont 46 strophes et demi-strophes en fornyrðislag ont été conservées dans la Morkinskinna. 